# Ichthybotus hudsoni
Ichthybotus hudsoni is een haft uit de familie Ichthybotidae. De wetenschappelijke naam van de soort is voor het eerst geldig gepubliceerd in 1894 door McLachlan.
De soort komt voor in het Australaziatisch gebied.